# Sten Rentzhog
Sten Erik Rentzhog, född den 10 april 1937 i Uppsala, är en svensk konsthistoriker och museiman. 
Rentzhog växte upp i Östersund, och efter studier vid Uppsala universitet samt vid University of Oregon i USA var han landsantikvarie i Älvsborgs län 1968–71 och därefter i Jämtlands län 1971–2002, med avbrott för perioden 1988–91 då han var styresman för Nordiska museet. 
Under hans ledning utvecklades Jämtlands länsmuseum Jamtli till ett av landets största och mest aktiva. Han har också varit verksam i Statens kulturråd, i Länsmuseernas samarbetsråd samt i statliga och kommunala utredningar. Han var också ordförande för Nordiska museets forskarskolas styrgrupp. 
Rentzhog bor i Ås i Jämtland.